# Santa Luzia (Wyspy Zielonego Przylądka)

Mapa hipsometryczna wyspy

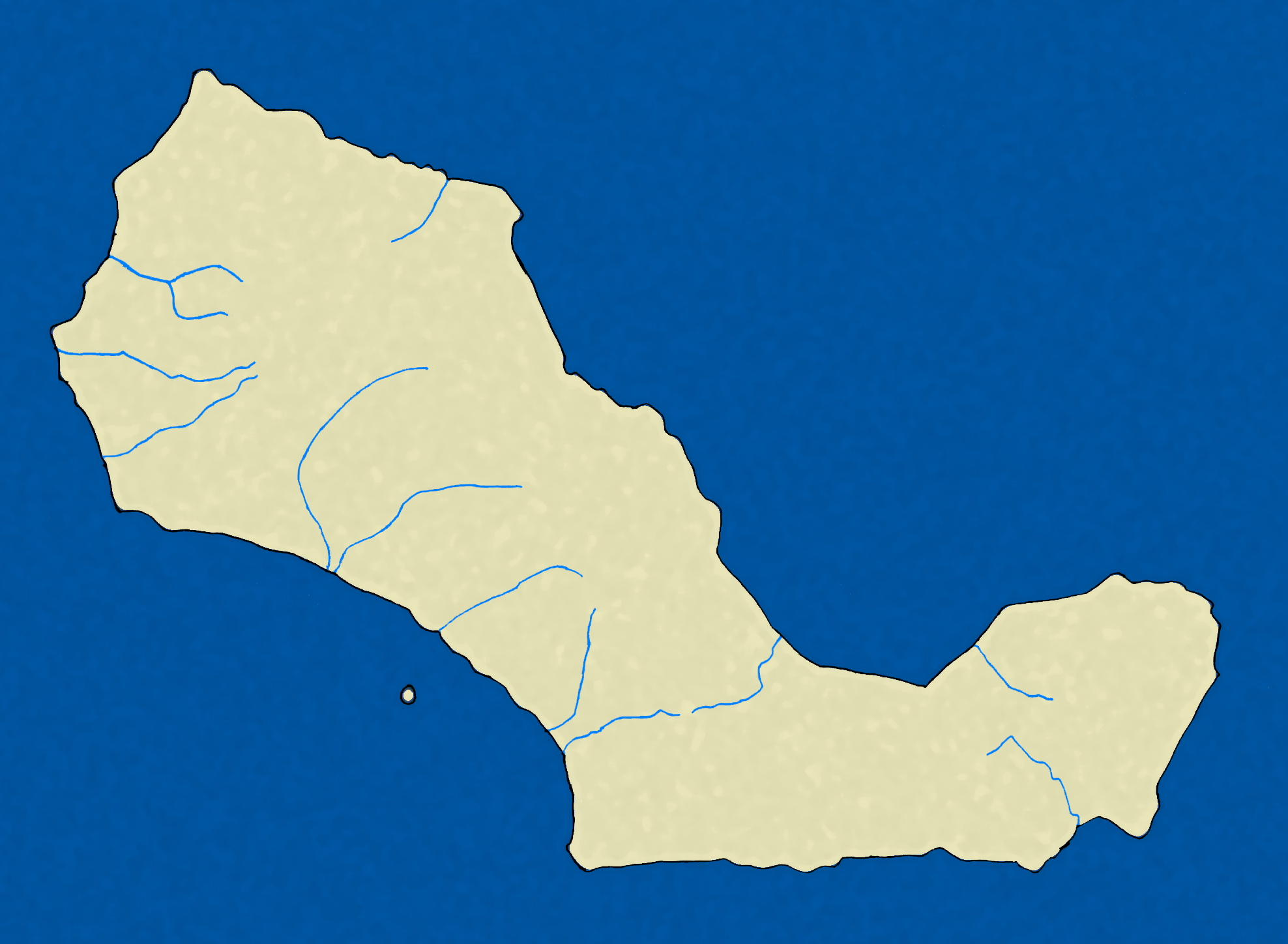
System cieków wodnych wyspy

Santa Luzia (z port. Święta Łucja) – wyspa należąca do archipelagu Wysp Zawietrznych, które wchodzą w skład Wysp Zielonego Przylądka. 
Wyspa leży między São Nicolau a São Vicente. Powierzchnia wyspy wynosi 35 km² (inne źródła podają 34 km²) przy długości ok. 10,5 km i szerokości średnio 3,5 km. Najwyższym punktem jest Monte Grande o wysokości 395 m n.p.m. W XVIII wieku była domem dla niewielkiej grupy rolników, którzy porzucili wyspę z powodu jej pustynnienia. Później służyła jako pustelnia. Dawniej była siedliskiem wyjątkowej jaszczurki. W XX wieku wybudowano tu stację meteorologiczną.